# صبر کن تا هلن بیاید (فیلم)
صبر کن تا هلن بیاید (که با عنوان راز دختر کوچک نیز شناخته می‌شود) یک فیلم کانادایی محصول سال ۲۰۱۶ به کارگردانی دومینیک جیمز و نویسندگی ویکتوریا سانچز ماندریک است. از کتاب مری داونینگ هان اقتباس شده است. ماریا بلو و خواهران سوفی نیلیس و ایزابل نیلیس در این فیلم بازی می‌کنند. این فیلم در ۲۵ نوامبر ۲۰۱۶ در چندین شهر کانادا اکران شد.

## بازیگران
- سوفی نیلیس در نقش مالی
- ایزابل نیلیس در نقش هدر
- لیام دیکنسون در نقش مایکل
- ماریا بلو در نقش ژان
- کالوم کیت رنی در نقش دیو
- کاساندرا توسا در نقش دختر نوجوان
- فرانک آدامسون در نقش آقای سیمونز
- مری داونینگ هان در نقش خانم ویلیامز
- ابیگیل پنیوسکی در نقش هلن
  - الکسیا آلدرسون در نقش صدای هلن
- جان بی لو در نقش کلانتر
- امیلی پارکر در نقش خانم میلر (خانم هارپر)